# Manege de San Petersburgo

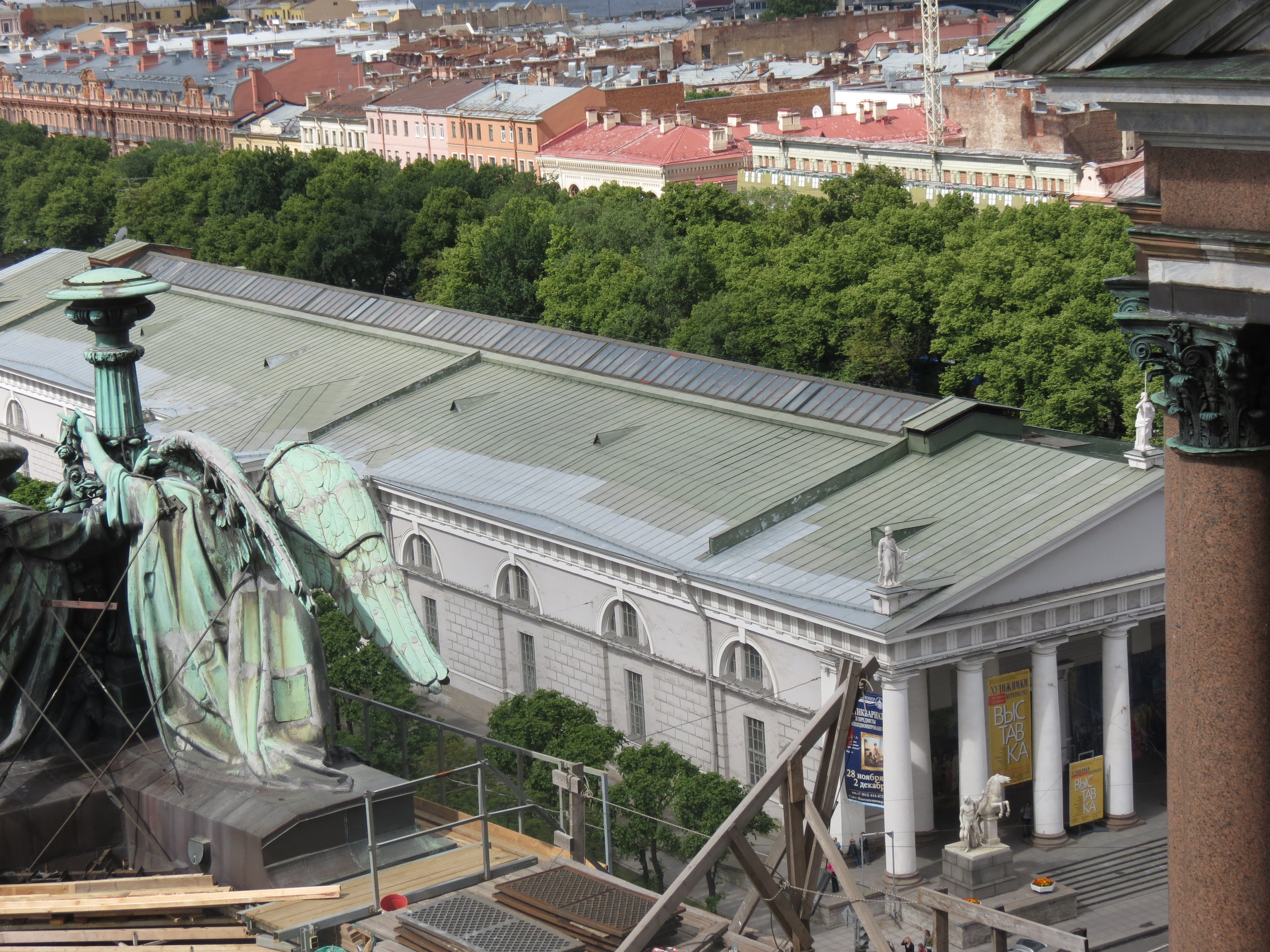
El manege visto desde la catedral de San Isaac.

El Manege de San Petersburgo es una sala de equitación de la antigua Guardia Imperial situada frente a la plaza de San Isaac, en San Petersburgo. Fue construido entre 1804 y 1807 con un austero diseño Neoclásico de Giacomo Quarenghi, una de sus últimas obras. Sustituyó a un canal en desuso que conectaba el Almirantazgo con el Arsenal naval. El bulevar de la Guardia a Caballo toma su nombre del edificio.
El Manege es un bloque bajo, rectangular, con huecos arqueados y lunetos. Según la Guía Acompañante «..imita un templo ateniense del V siglo a.C. con un pórtico de ocho columnas dóricas que aguantan un frontón y unos bajorrelieves». Las estatuas de mármol de los Dioscuros, de pie junto a sus caballos, fueron modeladas por el escultor Paolo Triscornia a partir de la Fontana dei Dioscuri de Roma. 
Después de la Revolución Rusa, la academia de equitación fue reconstruida para albergar un garaje de la NKVD . En 1931 se le añadió al edificio un segundo piso. Desde su última reconstrucción (que data de finales de 1970), el Manege ha albergado la principal sala de exposiciones de la ciudad.